# Noyers-sur-Cher
Noyers-sur-Cher là một commune thuộc tỉnh Loir-et-Cher trong vùng Centre-Val de Loire miền trung nước Pháp.